# Trichoneura (gras)
Trichoneura is een geslacht uit de grassenfamilie (Poaceae). De soorten van dit geslacht komen voor in Afrika, gematigd Azië, Noord-Amerika en Zuid-Amerika.

## Soorten
Van het geslacht zijn de volgende soorten bekend:
- Trichoneura ciliata
- Trichoneura elegans
- Trichoneura eleusinoides
- Trichoneura grandiglumis
- Trichoneura lindleyana
- Trichoneura mollis
- Trichoneura peruviana
- Trichoneura schlechteri
- Trichoneura weberbaueri